# Hudson-Bergen Light Rail

Liniennetzplan

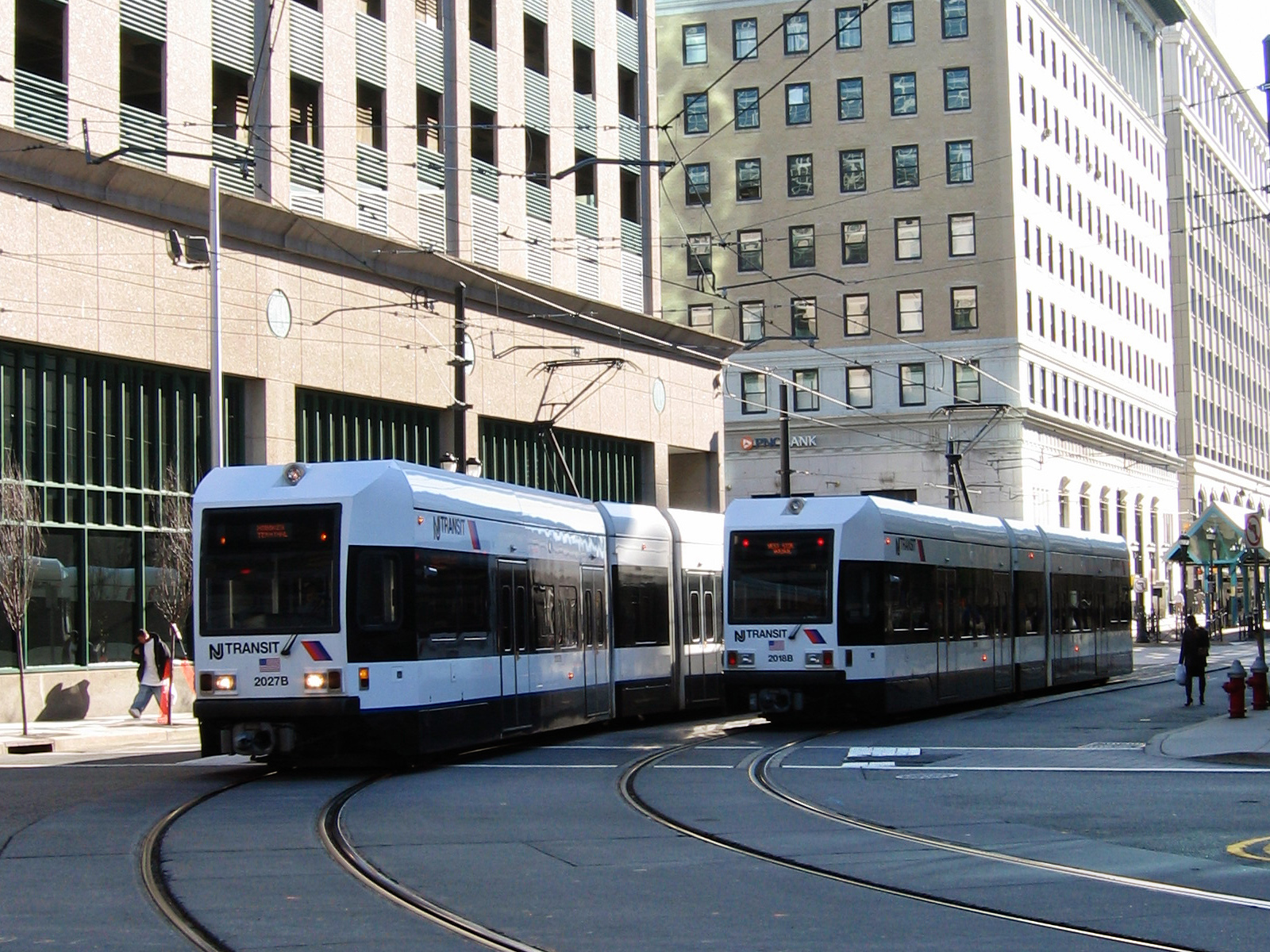
Hudson-Bergen Light Rail in Jersey City

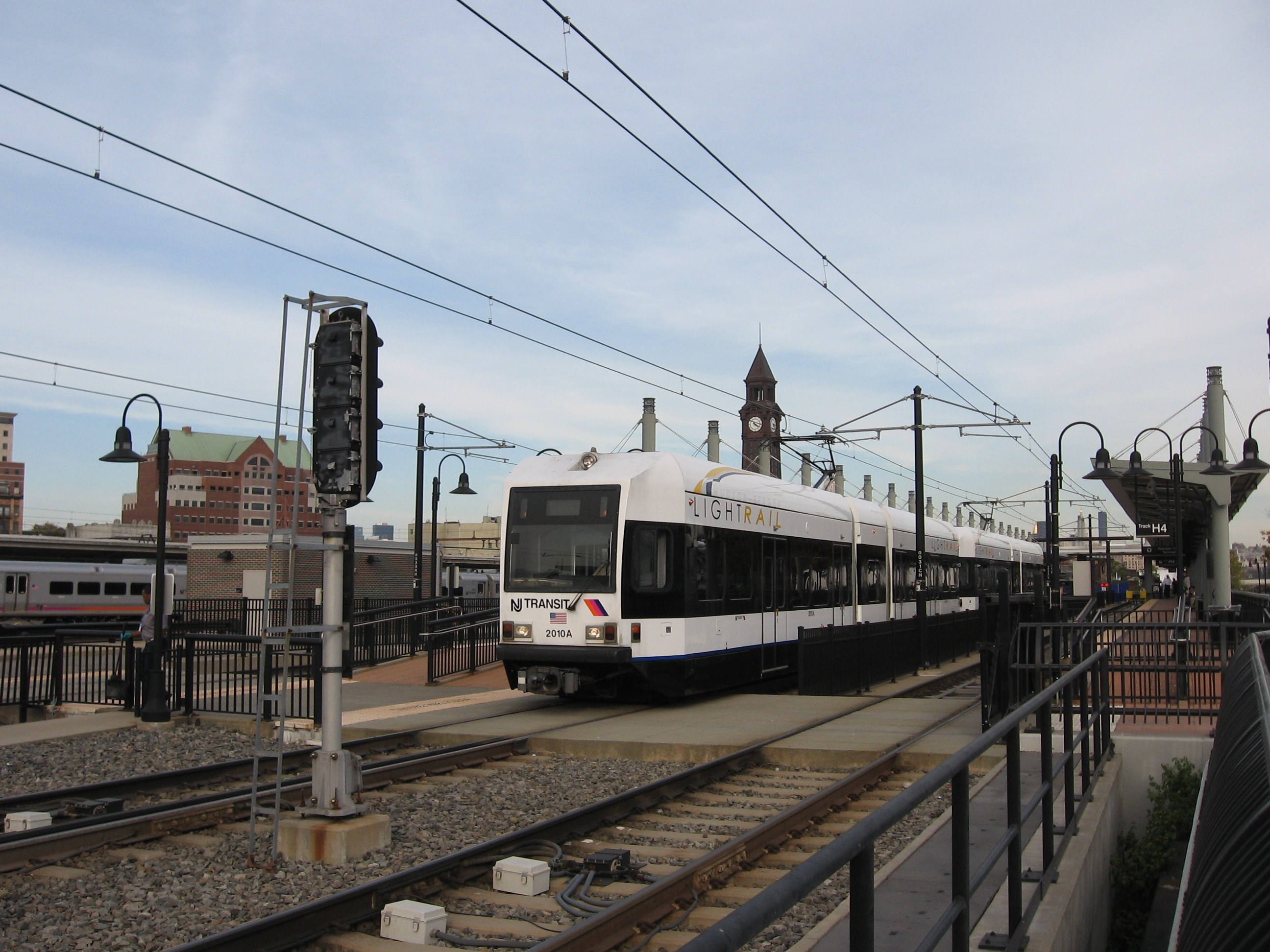
Ein Zug der Hudson-Bergen Light Rail verlässt Hoboken Terminal

Die Hudson-Bergen Light Rail (HBLR) ist ein Neubau-Straßenbahnsystem, das die Gemeinden Bayonne, Jersey City, Hoboken, Weehawken, Union City und North Bergen verbindet, die alle im US-Bundesstaat New Jersey liegen. Die HBLR gehört New Jersey Transit und wird betrieben von der 21st Century Rail Corporation. Nach kompletter Fertigstellung soll die Gesamtlänge des Streckennetzes 33,2 Kilometer (20,6 Meilen) betragen.
Um dem steigenden Verkehrsaufkommen in der Manhattan gegenüberliegenden, dichtbesiedelten Gegend am Ufer des Hudson River Herr zu werden, wurde schon in den 1980er und frühen 1990er Jahren an Alternativen zum Personentransport per PKW geplant. 1996 erteilte der Staat New Jersey dem Unternehmen 21st Century Rail Corporation den Zuschlag für Entwicklung, Errichtung und Betrieb eines Straßenbahnsystems. Am 15. April 2000 wurde die erste Strecke für den Publikumsbetrieb eröffnet. Mittlerweile nutzen durchschnittlich über 45.000 Passagiere täglich die HBLR, die auf folgenden drei Strecken verkehrt:
- West Side Avenue (Jersey City) – Tonnelle Avenue (North Bergen)
- Hoboken Terminal – Tonnelle Avenue (North Bergen)
- 22nd Street (Bayonne) – Hoboken Terminal

Mit wahrscheinlichen Gesamtkosten von etwa 2,2 Milliarden US-Dollar ist die HBLR eines der größten öffentlichen Bauvorhaben im Bundesstaat New Jersey. Die Finanzierung wird durch Mittel sowohl der US-Bundesregierung als auch des Staates New Jersey geleistet.
Im Juli 2014 hat NJ Transit beschlossen 35 dreiteilige Zuggarnituren in fünfteilige Garnituren umzubauen. Dadurch bieten die Fahrzeuge ca. 50 Prozent mehr Kapazität. Seit Juli 2013 ist bereits eine als Prototyp umgebaute Zuggarnitur zu Testzwecken im Netz unterwegs.